# Megaselia parumlevata
Megaselia parumlevata är en tvåvingeart som beskrevs av Schmitz 1936. Megaselia parumlevata ingår i släktet Megaselia och familjen puckelflugor. Inga underarter finns listade i Catalogue of Life.